# KUVE
KUVE és una cantant, compositora i productora musical espanyola.

## Història
En 2013 va llançar el seu primer LP Regresión sota la producció de Raúl de Lara (Second, Varry Brava i Nunatak).
El novembre de 2016 va gravar el seu segon disc Kuve 3.0 amb nova formació i nous sons. El nou LP va ser produït per RamsyMartí a Estudis Ren, Drax i El Invernadero (Madrid), i va ser autoeditat gràcies al suport dels seus seguidors mitjançant micromecenatge. Amb aquest nou disc KUVE va iniciar la Gira 3.0 i va recórrer gran part de la geografia espanyola, tant en sales com festivals.
El març de 2019 va sortir a la llum Castillos de fuego, que li va valer la nominació al millor àlbum juntament amb Viva Suecia i Funambulista als Premis de la Música Regió de Múrcia. En aquest nou àlbum repeteix amb Raúl de Lara a la producció i inclou Jorge Guirao (Second) com a part de l'equip de composició i arranjaments. Aquest mateix any, KUVE va formar part del programa Un país para escucharlo presentat per Ariel Rot amb Carlos Tarque com a amfitrió. L'agost de 2019, va cantar Aire de Mecano amb Nacho Cano en una actuació televisada en el festival Sonorama Ribera. La gira El mundo es tuyo va portar a KUVE a festivals de música com Interestelar, Granada Sound, Montgorock Festival, Capital Fest, Festival de los Sentidos, Casa Corona, Cooltural Fest, Más Músicas i diferents sales d'Espanya.
El 31 de desembre de 2020, KUVE va cantar al costat de Nacho Cano a la Puerta del Sol de Madrid. Van interpretar Un año más de Mecano en homenatge als morts per la pandèmia de la COVID-19 i a tots els professionals essencials. L'actuació va ser televisada per algunes de les principals cadenes just abans de les tradicionals campanades de Cap d'Any, i el 31 de desembre de 2022 va tornar a cantar sobre l'escenari del musical Malinche de Nacho Cano, aquesta vegada per a donar la benvinguda a l'any nou amb connexió en directe des de Telemadrid.
L'octubre de 2023 va llançar el seu quart àlbum No drama, autoeditat i produït per ella mateixa, Mario Vigara i Antonio Poza (Queen M). Un disc sobre el qual es van fer ressò revistes com Shangay, Mondosonoro o EfeEme i del qual es van llançar cinc senzills previs a l'estrena: «Queen M», «Xena», «Fluye», «Cari cari» i «Lo que me dé la gana».
El 12 de novembre de 2024 es va anunciar que seria una de les 16 participants del Benidorm Fest 2025, esdeveniment per a elegir al representant d'Espanya en el Festival d'Eurovisió 2025. El tema que titulava «Loca por ti» i va ser compost per ella mateixa i Juan Sueiro. La cançó es va publicar el 18 de desembre de 2024.

## Llista d'àlbums
- Regresión (2013)
- Kuve 3.0 (2016)
- Castillos de fuego (2019)
- No drama (2023)